# 比安卡·魏斯
比安卡·魏斯（德語：Bianca Weiß，1968年1月24日—），德国前女子曲棍球运动员。她曾代表德国成年国家队参加1992年夏季奥林匹克运动会曲棍球比赛，获得一枚银牌。